# Podogymnura
Podogymnura — рід ссавців родини їжакових. Рід Podogymnura розглядають близьким до Echinosorex через спільні характеристики, такі як довгий ніс і добре розвинені ікла. Podogymnura, однак, менші і мають коротший хвіст. Середовищем їх проживання є гірські ліси на Філіппінах на висоті від 1700 до 2300 метрів, де вони, ймовірно, переважно на землі. Їх раціон повинен складатися переважно з комах і черв'яків.